# Walther Rytz
August Rudolf Walther Rytz (auch: Rytz-Miller; * 13. Januar 1882 in Bern; † 26. September 1966 ebenda) war ein Schweizer Botaniker und Mykologe.
Sein botanisch-mykologisches Autorenkürzel lautet «Rytz».

## Leben
Er studierte ab 1902 Naturwissenschaften an den Universitäten Bern und Bonn und wurde 1907 in Bern bei Eduard Fischer promoviert. Von 1908 bis 1910 arbeitete er als Gymnasiallehrer. Als Assistent am Botanischen Institut der Universität Bern habilitierte er sich 1911 mit der Arbeit Geschichte der Flora des bernischen Hügellandes zwischen Alpen und Jura. 1915 wurde Rytz Konservator der Sammlungen des Botanischen Instituts. Von 1920 bis 1952 war Rytz ausserordentlicher Professor für Systematik und Pflanzengeographie an der Universität Bern. Er war 1923 der Verfasser der Schweizerischen Schulflora. Ab 1933 war er auch Vizedirektor des Botanischen Gartens Bern und von 1940 bis 1957 Leiter des Schweizerischen Alpinen Museums. Rytz war Mitherausgeber der Berner Beiträge zur Geschichte der Medizin und der Naturwissenschaften.

## Veröffentlichungen (Auswahl)
- Die Pflanzenaquarelle des Hans Weiditz aus dem Jahre 1529. Die Originale zu den Holzschnitten im Brunfels’schen Kräuterbuch. Haupt, Bern 1936.
- Das Herbarium Felix Platters. In: Verhandlungen der Naturforschenden Gesellschaft zu Basel. Band 44, 1932–1933, S. 1–222.
- Beiträge zur Geschichte der botanischen Systematik. In: Wege zum Artbegriff. Von den Kräuterbüchern bis zu Carl von Linné. In: Gesnerus. Band 4, 1947, S. 121–127.